# Chaoyong
Chaoyong (chiń. trad. 超勇; pinyin Chāoyǒng; starsza transkrypcja, spotykana w literaturze: Chao Yung) – chiński mały krążownik typu Chaoyong z końca XIX w. Do tego samego typu należały chiński „Yangwei” i japoński „Tsukushi”.

## Konstrukcja
„Chaoyong” został zbudowany w stoczni Mitchell & Co. (jako podwykonawcy dla Armstrong Whitworth), według planów George’a Wightwicka Rendela, którego mniejsze okręty (kanonierki) Chiny kupowały już wcześniej. Krążowniki te wzorowane były na budowanym dla chilijskiej marynarki okręcie „Arturo Prat”, ale wcześniej ukończone. Od pierwowzoru różniły się sześcioma kotłami rurkowymi (w miejsce czterech), które dostarczały pary dla dwóch maszyn parowych firmy Hawthorn&Co. Silniki, napędzające dwie śruby, na próbach osiągnęły moc 2677 KM dla „Chaoyonga” (co dało prędkość 16,7 węzłów) i 2580 KM dla „Yangwei” (16 w.). Maksymalny zapas węgla wynosił 300 ton, co pozwalało na krążenie przez 28 dni z prędkością 8 w. Okręty były wyposażone w pomocnicze ożaglowanie typu szkuner.
Posiadały konstrukcję stalową, o grubości burt 3/4 cala (19 mm) i dodatkowym, cienkim (9 mm – 3/8 cala) pokładzie pancernym, ok. 1 m pod linią wodną. Główną ochroną żywotnych części okrętów były magazyny bunkra. Wieże armatnie miały grubość pancerza 9 mm, a opancerzony pomost – 16 mm. W dziób wbudowany był trzymetrowy taran. Wadą okrętów były niewielkie rozmiary i niska wolna burta (na czas podróży do Chin burty zostały dodatkowo nadbudowane).
Krążowniki uzbrojone były w dwie gwintowane armaty odtylcowe systemu Armstronga, kalibru 254 mm (10 cali), o długości lufy 26 kalibrów i wadze 25 t. (Armstrong BL 10 inch gun Mk I). Działa strzelały pociskami o wadze 400 funtów, umieszczone były pojedynczo na dziobie i rufie w nieruchomych wieżach, z klapami z trzech stron, otwieranymi do góry i kładzionymi na dachu wieży. Ze względu na konstrukcję wież, pole ostrzału było ograniczone podporami dachu i wynosiło 44° na wprost i po 70° na każdą z burt, z teoretycznie możliwych 220 stopni kątowych. Armaty obracane były hydraulicznie, miały dziesięcioosobową załogę, szybkostrzelność ok. 1 strzał na 2,5 min i zapas pocisków 100 nabojów na działo. Na dachu wież umieszczone były pojedyncze, lekkie działka systemu Nordenfeldta. Za uzbrojenie średnie służyły 4 armaty Armstronga kal. 120 mm, po dwa na burcie, na odkrytych stanowiskach strzeleckich (zapas 200 40-funtowych pocisków na działo). Dodatkowo przewożono dwa działa polowe dla oddziału desantowego, a dwa parowe kutry okrętowe, o długości 30 stóp (10 m) i prędkości do 9 węzłów, mogły przenosić miny wytykowe.

## Przebieg służby
Po zwodowaniu w 1880, 9 sierpnia 1881, wraz z bliźniaczym „Yangwei”, opuściły Tyne z chińskimi załogami, ale zachodnią kadrą dowódczą i szkoleniową. 11 sierpnia nad „Chaoyong” przejął komendę Ding Ruchang. Do Dagu okręty dopłynęły w listopadzie, odwiedziwszy Hongkong, Kanton i Szanghaj. Stały się zalążkiem nowoczesnej floty północnej (Beiyang), tworzonej przez Li Hongzhanga, jako okręt flagowy nowo mianowanego admirała Ding Ruchanga.
23 lipca 1884 „Chaoyong” (z Li Hongzhangiem na pokładzie), jako okręt flagowy eskadry floty Beiyang spotkał się w Yantai z francuską eskadrą pod dowództwem adm. Lespes’a. Podczas rozmów Francuzi wykonali ćwiczenia, będące w istocie demonstracją siły. Następnego dnia eskadra Li wróciła na północ, by nie pojawić się już na morzach objętych wojną chińsko-francuską, dzięki czemu jej okręty nie uległy zagładzie wraz z flotą południową (Nanyang).
W kwietniu 1886 wraz z „Yangwei” oraz pancernikami „Dingyuan” i „Zhenyuan” uczestniczyły w serii ćwiczeń koło Dagu, a w maju cała eskadra spotkała się w Port Arturze z odbywającymi wizytę kurtuazyjną okrętami brytyjskimi.
W chwili budowy okręty te były bardzo szybkie i silne uzbrojone. Miały jednak poważne wady: słaby pancerz i uzbrojenie główne o ograniczonym polu ostrzału, a małe wymiary utrudniały modernizację. Ze względu na szybki postęp technologiczny, w momencie wybuchu pierwszej wojny chińsko-japońskiej były już zupełnie przestarzałe. Brak pancerza okazał się zabójczy w starciu z nowocześniejszymi okrętami japońskimi w bitwie u ujścia Jalu. Na wielokrotnie trafionym „Chaoyongu” wybuchł gwałtowny pożar, a nieszczęśliwa konstrukcja nadbudówki ułatwiła jego rozprzestrzenienie; okręt zatonął wraz z niemal całą załogą (ocalało 7 ludzi). Płonący „Chaoyong”, próbujący wyrzucić się na brzeg wyspy Talu, został dodatkowo staranowany przez uciekający krążownik „Jiyuan” i zatonął na płyciźnie.